# Nemesia glabriuscula
Nemesia glabriuscula är en flenörtsväxtart som beskrevs av O.M. Hilliard och B.L. Burtt. Nemesia glabriuscula ingår i släktet nemesior, och familjen flenörtsväxter. Inga underarter finns listade i Catalogue of Life.